# Pyxichromis orthostoma
Pyxichromis orthostoma е вид лъчеперка от семейство Цихлиди (Cichlidae). Видът е световно застрашен, със статут Уязвим.